# Theridion hannoniae
Theridion hannoniae är en spindelart som beskrevs av Denis 1944. Theridion hannoniae ingår i släktet Theridion och familjen klotspindlar. Inga underarter finns listade i Catalogue of Life.